# Álvaro Domínguez (Fußballspieler, 1981)
Álvaro José Domínguez Cabezas (* 10. Juni 1981 in El Cerrito), kurz Álvaro Domínguez, ist ein ehemaliger kolumbianischer Fußballspieler, der zuletzt 2014 bei Atlético Junior spielte.

## Karriere

### Verein
Álvaro Domínguez begann seine Karriere schon in der Jugend bei Deportivo Cali. 2000 begann seine Profikarriere bei Deportivo Cali und er verbrachte insgesamt sieben Jahre bei seinem Verein. Dort machte er mehr als 150 Spiele. 2002 wurde er an zwei verschiedene Vereine verliehen: an Deportivo Pasto und an Atlético Huila. Ein Jahr später wurde er an Estudiantes de Mérida verliehen. Erst 2007 wechselte er zum Schweizer Klub FC Sion. Zur Saison 2011/12 wurde er vom türkischen Verein Samsunspor verpflichtet. Nach einer Spielzeit in der Türkei, wechselte Domínguez zu seinem Jugendverein Deportivo Cali. Nach 58 Ligaspielen sowie elf Toren in den Jahren 2012 und 2013 wechselte Domínguez zur Saison 2014 zum Ligakonkurrenten Atlético Junior.

### Nationalmannschaft
Álvaro Domínguez gab sein Debüt in der kolumbianischen Nationalmannschaft im Jahr 2003. Er machte ein Spiel in der Copa América gegen Paraguay und mehrere Freundschaftsspiele vor der Copa América. In sieben Spielen erzielte er ein Tor.